# Ladislav Štěrba
Ladislav Štěrba (25. května 1933 – 17. července 2017) byl český hokejový útočník, trenér a funkcionář litvínovského hokejového klubu. Narozen v Ivančicích u Brna.

## Hokejová kariéra
Do oddílu ledního hokeje v Litvínově přivedl Ladislava Štěrbu ing. Miroslav Říha (bývalý hráč Sokola Opočno u Loun a později prvoligového mužstva v Litvínově) v sezóně 1955-1956, kdy mužstvo hrálo oblastní soutěž. Rodák z Ivančic u Brna byl tehdy na vojně v Trenčíně, kde hrál za tamní ODA (předchůdce dnešní Dukly Trenčín).
Moravan "Laďa" podle dobových svědectví nezapřel naturel, miloval čabajky a vínečko, ale brzy poznal, že i české pivo se dá pít. Se svými spoluhráči prošel hladce až do 1. ligy, kde měl jako levé křídlo ve druhém útoku za spoluhráče Zdeňka Zímu a ing. Miroslava Říhu. Na ledě byl poctivým hráčem a velkým bojovníkem. Lepšil se bruslařsky, patřil mezi nejlepší střelce týmu, góly však dával zejména z prostoru blízko branky, kde "otravoval" soupeřovy obránce a prosazoval se díky důrazu a nebojácnosti. I po (tehdy veteránské) třicítce dokázal nastřílet v lize dvacet branek v pouhých 26 zápasech!
Během osmi sezón v nejvyšší lize vystřídal i další spoluhráče - Ivana Kalinu, Jaroslava Waltra, později Josefa Beránka nebo Jaroslava Nedvěda. Každá z těchto osobností se výrazně zapsala do historických počátků hokeje v Litvínově. Kariéru v prvním mužstvu končil už se začínajícím mladíkem Ivanem Hlinkou. Několik sezón poté, až do roku 1970, ještě úspěšně působil v "B" mužstvu. Přijel z "fabriky", svlékl montérky a hrál.
Po skončení aktivní hráčské kariéry trénoval žáky a dorost. Až do 90. let zastával různé funkce ve výboru oddílu. Byl ředitelem turnaje "O pohár ředitele Chemopetrolu".
Po nepřízni tehdejšího předsedy hokejového oddílu přešel do tenisu. Byl totiž podobně jako Ing. Miroslav Říha dobrý tenistou. Působil tam v různých funkcích, 18 let tenisový oddíl vedl. Byl zde trenérem TSM a členem výboru tenisového klubu, který v Litvínově dokázal uspořádat několik ročníků mistrovství republiky za účasti Kodeše, Hřebce, Pály, Zedníka a dalších tehdejších hvězd. Hrál i po osmdesátce, ještě v roce 2014, na kurtech u Koldomu, které v roce 1959 budoval.

## Zajímavosti
Jako stavař se podílel na řízení prací při výstavbě tribun a provedení zastřešení obou litvínovských hokejových hal, později pak i na modernizaci interiérů. „Když obří kovové nosníky (dodnes nesou střechu stadiónu) dosedávaly na zabetonované sloupy podél delších stran kluziště, krve by se ve mně nedořezal,“ vzpomínal na zastřešení haly v roce 1965, na němž se významně podílel. „Všechno bylo vyměřeno na milimetry. A když i poslední nosník přesně dosedl do otvorů nahoře na sloupech, nikdo si neumí představit, jak jsem si odechl..."
Má také zajímavý klubový primát: při vůbec prvním mezinárodním utkání klubu (den po otevření stadiónu - 7. prosince 1955) proti reprezentačnímu mužstvu Rumunska byl autorem prvního gólu mužstva, druhý připojil Vladimír Řezníček. Utkání skončilo vítězstvím Rumunska 2:7. Od té doby doby udělal litvínovský hokej obrovský výkonnostní skok, na kterém měl významný podíl i Ladislav Štěrba.
Při každé příležitosti zdůrazňoval, že kromě něho se v Ivančicích (nebo jak říkal "Vančicích") narodili také velké herec a bavič Vladimír Menšík a také slavný secesní malíř Alfons Mucha.
Desítky let nevynechal žádný domácí hokejový zápas, ať mistrovský či přípravný.
Mezi jeho přezdívky patřila "Čabajka", "Šrófek" nebo "Dědek" (v historické posloupnosti).

## Klubové statistiky
V nejvyšší soutěži odehrál 8 ligových sezón, nastoupil ve 221 ligových utkáních, ve kterých získal 121 kanadských bodů za 89 gólů a 32 přihrávek. V sezóně 1964/1965 byl kapitánem týmu Litvínova.
| Sezona    | Klub               | Soutěž  | Základní část | Základní část | Základní část | Základní část | Základní část |
| Sezona    | Klub               | Soutěž  | Z             | G             | A             | B             | TM            |
| --------- | ------------------ | ------- | ------------- | ------------- | ------------- | ------------- | ------------- |
| 1955/1956 | Jiskra SZ Litvínov | 3. liga | -             | 7             | -             | -             | -             |
| 1956/1957 | Jiskra SZ Litvínov | 2. liga | -             | 0             | -             | -             | -             |
| 1957/1958 | Jiskra SZ Litvínov | 2. liga | -             | 5             | -             | -             | -             |
| 1958/1959 | Jiskra SZ Litvínov | 2. liga | -             | 10            | -             | -             | -             |
| 1959/1960 | Jiskra SZ Litvínov | 1. liga | 22            | 12            | 12            | 24            | -             |
| 1960/1961 | Jiskra SZ Litvínov | 1. liga | 32            | 5             | 7             | 12            | -             |
| 1961/1962 | Jiskra SZ Litvínov | 1. liga | 26            | 10            | 7             | 17            | -             |
| 1962/1963 | CHZ Litvínov       | 1. liga | 28            | 11            | -             | -             | -             |
| 1963/1964 | CHZ Litvínov       | 1. liga | 26            | 20            | -             | -             | -             |
| 1964/1965 | CHZ Litvínov       | 1. liga | 31            | 14            | -             | -             | -             |
| 1965/1966 | CHZ Litvínov       | 1. liga | 32            | 10            | 6             | 16            | -             |
| 1966/1967 | CHZ Litvínov       | 1. liga | 24            | 7             | -             | -             | -             |
| 1967/1968 | CHZ Litvínov „B“   | 2. liga | -             | -             | -             | -             | -             |
| 1968/1969 | CHZ Litvínov „B“   | 2. liga | -             | -             | -             | -             | -             |
| 1969/1970 | CHZ Litvínov „B“   | 2. liga | -             | -             | -             | -             | -             |